# Hôtel de Vaudricourt
L'hôtel de Vaudricourt est un hôtel particulier, protégé des monuments historiques, situé à Sens, dans le département français de l'Yonne.

## Histoire
Divers éléments de l'hôtel (portail d'entrée, cour, puits, façades et toitures, deux pièces à boiseries) sont inscrits au titre des monuments historiques en 1947.